# Liste der Monuments historiques in Étrepy
Die Liste der Monuments historiques in Étrepy führt die Monuments historiques in der französischen Gemeinde Étrepy auf.

## Liste der Immobilien
| Bezeichnung       | Beschreibung                                                                                           | Standort                | Kennzeichnung | Schutzstatus | Datum | Bild           |
| ----------------- | --- | ----------------------- | ------------- | ------------ | ----- | -------------- |
| Kirche St-Maurice | aus dem 15. Jahrhundert                                                                                | Rue de l’Église (Lage)  | PA00078706    | Classé       | 1916  | weitere Bilder |
| Château d’Étrepy  | im 17. Jahrhundert auf älteren Fundamenten erbaut; mit Teilen der Ausstattung, Wassergräben und Brücke | 29bis Grande-Rue (Lage) | PA51000017    | Inscrit      | 2011  | weitere Bilder |

## Liste der Objekte
| Bezeichnung                 | Beschreibung                          | Standort                        | Kennzeichnung | Schutzstatus | Datum | Bild |
| --------------------------- | ------------------------------------- | ------------------------------- | ------------- | ------------ | ----- | ---- |
| Skulptur Madonna mit Kind   | Stein, 14. Jahrhundert                | in der Kirche St-Maurice (Lage) | PM51000417    | Classé       | 1975  |      |
| Gemälde Anbetung der Hirten | Ölfarbe auf Leinwand, 18. Jahrhundert | in der Kirche St-Maurice (Lage) | PM51000416    | Classé       | 1916  |      |
| Skulptur Heiliger Mauritius | Holz, vergoldet, 18. Jahrhundert      | in der Kirche St-Maurice (Lage) | PM51002284    | Inscrit      | 1975  |      |
| Zwei Engelsskulpturen       | Holz, vergoldet, 18. Jahrhundert      | in der Kirche St-Maurice (Lage) | PM51002282    | Inscrit      | 1975  |      |
| Kruzifix                    | Holz, farbig gefasst, 18. Jahrhundert | in der Kirche St-Maurice (Lage) | PM51002283    | Inscrit      | 1975  |      |